# 基揚卡 (斯特里耶瓦市鎮)
50°28′0″N 27°36′48″E / 50.46667°N 27.61333°E
基揚卡（烏克蘭語：Киянка），是烏克蘭北部的村莊，隸屬日托米爾州茲維亞赫爾區的斯特里耶瓦市鎮。該村始建於1565年，面積3.79平方公里，海拔高度214米，2001年人口684，人口密度每平方公里180.47人。

## 地理
斯米爾卡河流經該村。